# Catren
Catrenul este o structură de bază în poezia clasică, strofă alcătuită din patru versuri, putând avea rimă încrucișată (abab) rimă îngemănată/îmbrățișată (abba). Se mai folosește de obicei în epigrame.